# Alejandro Irarragorri Kalb
Alejandro Irarragorri Kalb (Ciudad de México, México; 16 de octubre de 1999), conocido como Aleco Irarragorri, es el actual presidente del Club Santos Laguna.
Es licenciado en administración de empresas por la Universidad de Las Américas, A.C., y, además, cuenta con un grado de asociado en fundamentos de gestión deportiva global (Foundations of Global Sport Management Associate degree) por la Universidad de Nueva York y un máster en márketing deportivo por LaLiga Business School. Su formación académica la complementó en 2019 con una pasantía en las oficinas y canchas del equipo escocés Celtic de Glasgow, y en 2022 en el Club Atlético de Madrid, donde formó parte de su departamento de Marketing Digital.

## Familia
Es hijo de Alejandro Irarragorri, fundador y presidente de Grupo Orlegi, y de Laura Kalb.

## Trayectoria
Sus primeras experiencias profesionales las tuvo en el Club Santos Laguna entre los años 2016 y 2018, en donde se dedicó a conocer las funciones y metodologías de cada área de la institución, desde las operaciones hasta la gestión deportiva: logística, ticketing, utilería, ciencias aplicadas, etc. Durante ese período, participó en concentraciones de pretemporada, reuniones del Comité de Gestión Deportiva, desplazamientos del primer equipo y colaboró en la operación de los partidos junto al resto del personal del club. 
En el 2019 estuvo durante algunos meses en Escocia estudiando y aprendiendo la metodología del Celtic Football Club. En enero de 2021 empezó a trabajar con Orlegi como Asociado de Estrategia Corporativa, puesto que desempeñó durante casi 4 años. Durante 2022, mientras realizaba su maestría en marketing deportivo en LaLiga Business School, formó parte del departamento de Marketing Digital del Club Atlético de Madrid. En 2023 participó en la reorganización que sufrió el Real Sporting de Gijón tras la compra del equipo por parte de Orlegi.
El 17 de octubre del 2024 fue presentado como nuevo presidente del Club Santos Laguna, sustituyendo a Dante Elizalde y convirtiéndose en el presidente mas joven en la historia del futbol mexicano.